# 庄辉
庄辉（1935年1月17日—），浙江奉化人，中国流行病学家、微生物学专家，中国工程院院士。

## 生平
1961年，毕业于苏联莫斯科第一医学院。
曾经担任世界卫生组织病毒性肝炎技术咨询小组的成员。
现担任中华预防医学会副会长和北京大学医学部基础医学院病原生物学系教授。
2001年，当选为中国工程院院士。

## 学术研究
主要学术成就在病毒性肝炎研究上。庄辉首先证明了中国存在两大类型的肝炎：流行性和散发性戊型肝炎。
庄辉经长期考察研究，基于中国肝炎流行情况，提出在中国戊型肝炎流行和散发与肝炎病毒基因型无明显关联，而主要与流行因素相关。
庄辉发现戊型肝炎开放读框（open reading frame）的3抗原主要与肝炎急性期抗体相关，而开放读框的2抗原则与处于恢复期的抗体有着密切关系。
庄辉在中国率先建成了戊型肝炎的实验室诊断技术和肝炎的猕猴动物模型，并主持研制开发成功了“戊型肝炎病毒IgG抗体酶联免疫测定试剂盒”和“乙型肝炎病毒表面抗原胶体金试纸条”等检测肝炎的快速便捷的检测试剂和手段。
庄辉并获得相关领域的美国、中国专利。

## 荣誉
- 中国国家科技进步二等奖两项
- 卫生部科技进步一等奖
- 北京市科技进步一等奖
- 浙江省科技进步一等奖